# ميخائيل روز (مغني)
ميخائيل روز (بالإنجليزية: Michael Rose)‏ هو مغني جامايكي، ولد في 11 يوليو 1957 في كينغستون في جامايكا.

## وصلات خارجية
- الموقع الرسمي
- مايكل روز على موقع ميوزك برينز (الإنجليزية)
- مايكل روز على موقع أول ميوزيك (الإنجليزية)
- مايكل روز على موقع أول ميوزيك (الإنجليزية)
- مايكل روز على موقع ديسكوغز (الإنجليزية)